# Dacryodes excelsa
Pour les articles homonymes, voir Gommier de montagne.
Espèce
Classification phylogénétique
Dacryodes excelsa, le gommier blanc, également appelé gommier des montagnes ou tabonuco, est une espèce de plantes à fleurs de la famille des Burseraceae. C'est un arbre que l'on rencontre dans les Caraïbes.
Aux Antilles, son tronc était creusé par les indiens Caraïbes pour en faire un bateau du même nom. Son suc blanc, aromatique et inflammable est utilisé comme encens. Il est également utilisé comme cicatrisant.